# 中島千恵子
中島 千恵子（なかじま ちえこ、1924年5月21日 - 1999年11月16日）は、日本の児童文学作家・放送作家。

## 経歴
京都市出身。1949年同志社大学文学部卒。長浜市立図書館館長を経て、滋賀文教短期大学教授を務めた。1967年「まめだの三吉」で毎日児童小説入選、1968年『タブーの島』で毎日児童小説入選。ラジオ作品に「山にあるいのち」「日本海」などがある。

## 著書
- 『三吉ダヌキの八面相』関屋敏隆絵 PHP研究所 1986(「まめだの三吉」改作)
- 『ふなになったげんごろう』寺田みのる絵 滋賀の昔話刊行会編 京都新聞社 1987
- 『おはなぎつね』池田竜介絵 滋賀の昔話刊行会編 京都新聞社 1989
- 『三上山のむかでたいじ』寺田みのる絵 京都新聞社 滋賀の伝説シリーズ 1991
- 『よみがえった梅の木 盆梅のふるさと』高田勲絵 岩崎書店 1991
- 『母子草』田辺満里子絵 京都新聞社 滋賀の伝説シリーズ 1992
- 『近江のちえしゃ』石井豊太絵 京都新聞社 滋賀の伝説シリーズ 1992
- 『いのちの火 琵琶湖の船のあんぜんをまもって』高田勲絵 ポプラ社 定本日本の民話 1996

### 共著編
- 『まめだの三吉』（福永令三「ユカちゃんと一郎君」兵藤郁造「赤い郵便箱」併録）宮木薫等絵 毎日新聞社 1968
- 『タブーの島』（児玉菊巳「めくら島」併録）小林秀美絵 毎日新聞社 1969
- 『続・近江むかし話』小牧実繁,徳永真一郎,渡辺守順,品矢静雄共監修 滋賀県老人クラブ連合会編 洛樹出版社 1977
- 『日本の民話 近江の民話』編 未来社 1980
- 『古寺巡礼近江 7 長命寺』武内祐韶共著 淡交社 1980
- 『近江を愛した文化人たち 観光の近江・琵琶湖より』小田輝子共編 西川節子 1992